# زور (آرتساخ)
زور (ترکی آذربایجانی: Zor) یک منطقهٔ مسکونی در جمهوری آرتساخ است که در استان کاشاتاق واقع شده‌است.